# 리 비칠

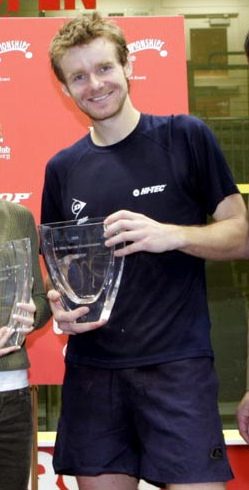
2005년의 비칠

리 비칠(영어: Lee Beachill, 1977년 11월 28일 ~ )은 영국 출신의 프로 스쿼시 선수이다.
비칠은 2004년 10월에 세계 1위 랭킹에 올라갔다. 그는 그해 월드 오픈에서 준우승을 차지하기도 했다. 비칠은 2005년 세계 팀 스쿼시 선수권 대회에서 우승을 차지한 영국 대표팀 선수였다. 그는 또한 2002년과 2006년 코먼웰스 게임 남자 복식에서도 피터 니콜과 함께 영국에 금메달을 안겨주었다. 비칠은 브리티시 내셔널 스쿼시 선수권 대회에서 2001년, 2002년, 그리고 2005년 등 세 번 우승하였다.
주니어 선수로서, 비칠은 영국이 1997년 세계 주니어 팀 챔피언쉽의 우승에 일조를 하였고 12세 미만, 14세 미만, 17세 미만, 19세 미만 레벨에서도 우승하였다. 비칠은 요크셔(Yorkshire)의 스켈맨도프(Skelmanthorpe) 스쿼시 클럽에서 크리스 백 코치의 지도를 받으며 처음 스쿼시를 시작하였다. 그는 호버리(Horbury)의 호버리 스쿨을 다니며 언어학을 전공하였다.

## 같이 보기
- 스쿼시 선수 목록